# Хвостенко-Хвостов, Александр Вениаминович
Александр Вениаминович Хвосте́нко-Хвосто́в (укр. Олександр Веніамінович Хвостенко-Хвостов; 5 [17] апреля 1885, Борисовка, Курская губерния — 16 декабря 1968, Киев) — российский и украинский советский художник — авангардист (конструктивист) и дизайнер. Народный художник Украинской ССР (1945). Лауреат Сталинской премии второй степени (1949).

## Биография
Родился в семье иконописца. С 1907 по 1917 год учился в МУЖВЗ. Его учителями были такие известные мастера кисти, как В. Бакшеев и С. Иванов (общее отделение), М. Касаткин (фигурный класс), А. Архипов (натурный класс), Ап. Васнецов (пейзажный класс), К. Корин (портретно-жанровый класс). Начиная с 1916 года сотрудничал с московским юмористическим журналом «Будильник». В 1917 году, совместно с К. С. Малевичем, А. А. Экстер, В. Г. Меллером, вступил в Московский профсоюз художников. В 1918—1919 годах учился в художественной мастерской Александры Экстер в Киеве. Осенью 1920 года вместе с В. Ермиловым и скульптором Б. Кратком участвовал в создании научно-производственной мастерской — нового научно-производственного комбината типа Бавгауза, «где бы не было ни профессоров, ни студентов, а только мастера и ученики». В 1920—1921 гг. создаёт агитационные плакаты, художественную рекламу и оформляет стенды объявлений. Начиная с 1920 года работает над театральными декорациями, в том числе для оперы и балета, в Харькове и Киеве, как правило в конструктивистском стиле.

### Участие в Агитпропе
Художник создал первые образцы революционного космизма. В 1929 году к Всероссийскому первомайскому воскреснику им написано панно «Берегись, Антанта, Труд идёт!» (Киев). Ко дню встречи гостей 2-го съезда Коминтерна Хвостов-Хвостенко ярко декорировал город Харьков. В 1921 году создал 8-метровое полотно «Труд, наука, искусство» для зала УкРОСТА в Харькове. Оформил в традиции народно-декоративной живописи агитпоезд им. Сталина и совместно с харьковскими художниками Алексеем Кокелем, Семёном Прохоровым и Василием Ермиловым — агитпоезд «Червона Україна» («Красная Украина»).

### Творчество в 1941—1945 годы
В первые дни войны был главным консультантом по маскировке объектов Харьковского военного округа. В годы Великой Отечественной войны снова обратился к агитационно-массовому искусству. В Харькове, а потом в Магнитогорске рисует «Окна ТАСС», возрождая традиции «Окон РОСТА». Осенью 1941 г. им создан плакат «Добьём фашистскую гидру!». Тематика плакатов художника в это время была разнообразной. В одних плакатах воспевался подвиг советских воинов во имя Родины, другие рисовали героев тыла, самоотверженно работавших во имя Победы. Были также плакаты, содержащие острую сатиру на фюрера.

### Сценография
Оформил спектакли:
- в Героическом театре в Харькове: «Мистерия-буфф» В. Маяковского (1921);
- в Государственном академическом театре оперы и балета: «Наймичка» М. Верикивского;
- в Харьковском государственном академическом театре оперы и балета: «Лебединое озеро» П. И. Чайковского (1925), «Севильский цирюльник» Дж. Россини (1926), «Валькирия» Р. Вагнера (1929), «Красный мак» Р. Глиера (1929). «Лоэнгрин» Р. Вагнера (1934), «Кармен» Ж. Бизе (1934), «Наталка-Полтавка» М. В. Лысенко (1936), «Аида» (1936) и «Травиата» Дж. Верди (1937), «Светлана» Д. Клебанова (1941). «Царская невеста» Римского-Корсакова (1935), «Лесная песня» М. Скорульского (1946);
- в Государственном академическом театре оперы и балета им. Т. Г. Шевченко: «Золотой обруч» Б. Лятошинского (1931), «Запорожец за Дунаем» С. Гулака-Артемовского (1936), «Проданная невеста» Б. Сметаны (1937), «Мазепа» П. И. Чайковского (1938), «Тарас Бульба» М. Лысенко (1946), «Молодая гвардия» Ю. Мейтуса (1947), «Честь» Г. Жуковского (1947), «Иван Сусанин» («Жизнь за царя») М. Глинки (1948), «Утопленница» М. Лысенко (1956);
- во Львовском оперном театре: «Тихий Дон» И. Дзержинского (1945), «Лесная песня» М. Скорульского (1946)

Среди неосуществлённых — опера С. Прокофьева «Любовь к трём апельсинам», над которой художник работал в 1926—1927 гг. в Харькове.

### Участие в выставках
Участвовал в таких выставках:
- 1-й художественной выставке сектора искусств Главполитпросвета УССР , 1921;
- «Художник сегодня», 1927;
- 1-й Украинской выставке Ассоциации революционного искусства Украины, 1927;
- во Всеукраинской художественной выставке «Х лет Октября» (наряду с А. К. Богомазовым, В. Г. Меллером, В. Е. Татлиным, В. Н. Пальмовым и другими), 1927;
- Всеукраинской юбилейной выставке, посвящённой 10-летию Октября в Харькове, Киеве, Одессе, Днепропетровске и других городах Украины, 1927—1928;
- Выставка украинской графики, 1929;
- «Искусство советской Украины», 1930;
- 5-й Всеукраинской художественной выставке, Харьков и Одесса, 1932—1933;
- Выставка харьковского товарищества «Художник», 1940;
- Выставке картин иркутских художников, посвящённых 20-летию РККА, Иркутск, 1943, где экспонировалось его большое панно «Победа будет за нами!»
- «Художники театров Харькова в дни Отечественной войны», Харьков, 1945;
- Выставке произведений театральных художников Украины, 1954;
- Выставке живописи, скульптуры, графики к 1-му Всесоюзному съезду советских художников, Москва, 1957;
- Выставке изобразительных искусств, Варшава, 1955;
- Юбилейной художественной выставке УССР, посвящённой 40-летию Великой октябрьской социалистической революции, Киев, 1957.

Макет оформления спектакля «Запорожец за Дунаем», выполненного Хвостовом-Хвостенко и представленного в Советском павильоне на Международной выставке в 1937 г. в Париже (Франция), был награждён серебряной медалью. Оформил павильон УССР на Всесоюзной сельскохозяйственной выставке в Москве, 1939.
Участвовал в трёх Декадах украинского искусства и литературы в Москве в 1936, 1951, 1960 годах.

### Педагогическая деятельность
В 1921—1934, 1938—1941 и 1945—1947 годах — профессор и заведующий театрального отдела Харьковского художественного института. Среди его учеников — А.Волненко, В.Гречанко, Е.Коваленко, Д.Овчаренко, А.Плаксий, В.Рыфин и другие.

### Общественная деятельность
С 1939 г. — член правления Союза советских художников Украины. Дважды избирался депутатом Харьковского областного совета народных депутатов.
Скончался 16 декабря 1968 года. Похоронен в Киеве на Байковом кладбище.

## Семья
Отец, Вениамин Степанович Хвостенко, в начале XX века пешком ушёл из Борисовки в Москву, чтобы писать иконы для московских церквей.
Брат, Василий Хвостенко, (1896—1960) окончил МУЖВЗ. Вместе с Вл. Маяковским создал «Окна РОСТА». Одним из первых написал картины о Ленине: «Ленин на броневике», «Ленин в Смольном», «Ленин среди красногвардейцев». В годы Великой Отечественной войны служил в прифронтовых боевых газетах, рисовал портреты солдат. Автор книги «Техника энкаустики».
Брат, Михаил Хвостенко — специалист по художественному оформлению тканей. Доцент Московского технологического института.
Татьяна В. Хвостенко, дочь В. Хвостенко вместе с отцом разрабатывала технику энкаустики. Написала несколько книг-воспоминаний.
Татьяна А. Хвостенко, дочь А. Хвостенко, живописец и график, автор плакатов и киноафиш.

## Адреса
В Киеве проживал в «Доме оперных певцов» по адресу: улица Пушкинская, дом 20, кв. 6 (1946—1968).

## Награды и премии
- Орден Трудового Красного Знамени (16.09.1939)[2]
- ордена «Знак Почёта» (30.06.1951[3] и 24.11.1960)
- Сталинская премия второй степени (1949) — за оформление оперного спектакля «Иван Сусанин» М. И. Глинки[4]
- Народный художник УССР (1945)

## Память
В 1977 г. в Киеве на фасаде дома № 20 по Пушкинской улице, где в 1946—1948 гг. жил выдающийся художник, была открыта мемориальная доска (барельеф, бронза), созданная скульптором И. В. Макогоном.